# Топлинка (село)
Топлинка — село в Белгородском районе Белгородской области. Входит в состав городского поселения «Посёлок Разумное».

## География
Село расположено недалеко от административно-территориального центра — Майского.
Часовой пояс
Село Топлинка как и вся Белгородская область, находится в часовой зоне МСК (московское время). Смещение применяемого времени относительно UTC составляет +3:00.

## Население
| 2002 | 2010 |
| ---- | ---- |
| 0    | ↗1   |